# Menace of the Manticore
Chapter 21: Menace of the Manticore (Capítulo 21: La Amenaza del Manticora en América Latina, y La Maldición del Manticore en España), es el vigésimo primer episodio de la primera temporada de la serie de televisión animada Scooby-Doo! Misterios, S. A..
El guion principal fue elaborado por Adam Beechen, mientras Joey Mason se encargó de dibujar el guion gráfico, y Curt Geda estuvo a cargo de la dirección general. El episodio fue producido por la compañía Warner Bros. Animation, a manera de secuela de la serie original de Hanna-Barbera Productions, Scooby-Doo ¿dónde estás? (1969).
Se estrenó oficialmente en los Estados Unidos el 21 de junio de 2011 por Cartoon Network. En Hispanoamérica y Brasil, el episodio se estrenó oficialmente el 24 de julio de 2011 a las 17:00 a través de Cartoon Network.

## Argumento
En la recién abierta feria "La tierra del terror", Dylan y Brenda, los adolescentes víctimas del Hombre Cangrejo, tratan de relajarse en los juegos mecánicos luego de haber salido por fin del hospital. Al subirse a un juego, ambos intentan olvidar la horrible experiencia que pasaron secuestrados por un monstruo falso, besándose. En ese momento, aparece una aterradora manticora con alas de murciélago, brillantes ojos amarillos, cuerpo de león y aguijón de escorpión que se los lleva.

En las instalaciones de la compañía destroido, Angel Dynamita usa sus habilidades gimnásticas para llegar hasta la guarida del Señor E. La DJ se enfrenta al misterioso hombre en un intento por ayudar a los chicos, ya que cree que corren peligro con el Profesor Pericles suelto, quien está detrás de la pieza de algo llamado el «mapa nocturno» y también los está buscando a ellos. Angel le recuerda al Señor E que ella no trabaja para él si no con él, y el misterioso personaje le dice que no hay nada que temer. «Los otros dos no moverán ni un músculo... mientras Fred Jones siga vivo».

Al día siguiente, el alcalde Jones llama a su hijo y sus amigos para pedirles ayuda, aún en contra de su orgullo, para resolver el misterio del Manticora, que se ha estado comiendo a los visitantes del templo de un parque de diversiones, el cual compró en el sitio web Atraccionesencantadasenventa.miedo. Freddy, emocionado porque su padre acepte por primera vez su pasatiempo, se compromete a resolver el misterio a como dé lugar.

Al llegar a la feria, los chicos descubren que el dueño del parque es Winslow Fleach, el padre de Agua para Perros calientes, la enemiga natural de Vilma. Buscando pistas por todo el parque sin separarse, los chicos exploran el templo de donde provino la manticora. No obstante, solo consiguen ser perseguidos y amenazados por el monstruo.

Por sugerencia de Vilma, los chicos investigan la página web donde el alcalde compró el templo, descubriendo que es falso. Los chicos se separan para buscar más pistas: Mientras Shaggy y Scooby van a la feria, Fred, Daphne y Vilma van a hacerle más preguntas a Angel Dinamita y al padre de Fred. En un momento, Angel y Vilma se quedan solas, y Vilma revela que sus amigos aún no conocen la verdadera identidad de Cassidy Williams. Angel le asegura que ella misma se los dirá, llegado el momento. Luego, le pregunta por la pieza de rompecabezas que la pandilla encontró en la mansión Darrow, diciendo que debe permanecer a salvo, y Vilma le dice que Fred se quedó con ella. Al entrar a la oficina del alcalde Jones, lo encuentran examinando un extraño papel, acción que excusa inmediatamente. Mientras tanto en el parque, Shaggy y Scooby se divierten comiendo un poco, hasta que abordan la montaña rusa, son atacados por el Manticora y los demás llegan a su rescate, descubriendo que sus voces han cambiado y se han puesto más agudas, algo que Vilma cree es provocado por el helio.

El señor Fleach trata de cerrar el parque, debido a la desesperación e impotencia que siente por no poder hacer nada, pero es detenido por Fred, quien se dispone a capturar al Manticora y enorgullecer a su padre.

El líder no oficial de Misterio a la Orden piensa atacar con una nueva e increíble trampa, pero dado que varios elementos para armarla están en la residencia Jones, Fred y Vilma buscan los elementos por separado. Vilma entra a la habitación de Fred para buscar pescado, y encuentra al alcalde Jones husmeando en los cajones de su hijo. Sorprendida, la pequeña castaña lo interroga, pero el padre de Fred le dice que solo busca el recibo del templo. Algo insegura, Vilma le pregunta a Fred donde tiene la pieza triangular, y Fred le contesta que se la dio a Shaggy y a Scooby-Doo por ser menos sospechosos de poseerla.

En la feria, los chicos se preparan para usar a unos inseguros Shaggy y Scooby como carnada, pero son atacados por la Manticora que intenta matarlos uno por uno, hasta que por intervención de Scooby-Doo el monstruo queda atrapado. La manticora resulta ser ¡Agua de Perros Calientes! La chica admite que su intención era proteger su descubrimiento del super helio, una valiosa sustancia que solo podía crear con el acero del parque. Aullentando a los visitantes, Agua para Perros Calientes podría quedarse con el super helio y hacer una fortuna vendiéndoselo a una compañía australiana.

De regreso en la guarida secreta del Señor E, Angel Dynamita le comunica que, habiéndole puesto un micrófono a Vilma sin que ella se diese cuenta, ahora conoce la verdadera ubicación de la pieza del "mapa nocturno", que lleva a un objeto llamado el "Disco Planisferio". Al escuchar que Scooby-Doo es uno de los guardianes de la pieza, el señor E conforta a Cassidy, diciéndole que Scooby será mucho más confiable de lo que fue Pericles en el pasado. Y diciendo esto, el Señor E se da vuelta, revelando ser un envejecido y demacrado Ricky Owens, otro miembro original de la desaparecida pandilla Misterios, S. A.